# Made in Spain (La chica que yo quiero)
«Made in Spain (La chica que yo quiero)» es una canción del grupo de pop español La Década Prodigiosa, publicada en 1988 y que representó a TVE en el Festival de la Canción de Eurovisión 1988, celebrado en Dublín.

## La canción en el Festival
Por razón de las normas del Festival, no todos los miembros del Grupo pudieron subir al escenario, ya que el límite se situaba en seis: Carmelo Martínez, José Subiza, Cecilia Blanco, Ana Nery Fragoso, Manolo Aguilar y Manuel Santisteban.
Javier de Juan, el batería del grupo, se encargó de dirigir la orquesta.
La canción alcanzó el puesto undécimo, recibiendo 58 puntos.

## Ventas
El sencillo alcanzó en España ventas  de medio millón de copias.